# Football Club Esperia Viareggio 2006-2007
Questa pagina raccoglie le informazioni riguardanti il Football Club Esperia Viareggio nelle competizioni ufficiali della stagione 2006-2007.

## Stagione
A creare la rosa per il campionato viene chiamato il viareggino Andrea Gazzoli, ex bianconero. Il presidente Dinelli ha le idee chiare: dopo aver vinto il Triplete nella passata stagione (Eccellenza Toscana, Coppa Italia Toscana, Coppa Italia Dilettante) vuole continuare a vincere.
Gazzoli conferma "gli eroi" della spettacolare annata: Barsotti, Briglia, Fersini, Fruzza e Francesconi. Richiama Bonuccelli, Fiale, Reccolani e Giunta.
La decisiona più sofferta è sull'allenatore. Alla fine cade su Alfredo Aglietti.
L'avversaria più ostica è il Figline Valdarno, guidato dal noto tecnico Leonardo Semplici.
I bianconeri partono a razzo e mettono diversi punti tra loro e gli avversari. Alla fine del girone d'andata sono otto punti. Diventeranno dieci al termine del campionato. Il 22 aprile 2007, con quattro giornate di anticipo, allo Stadio Bresciani, battendo l'Aglianese 2-1, è promosso in Serie C2.
È il secondo campionato consecutivo vinto! È la prima volta che accade. Il Viareggio è più abituato alle retrocessioni consecutive (ben tre volte).
Per la poule scudetto si ferma al turno a gironi.

## Risultati

### Serie D

#### Poule scudetto
| 13 maggio 2007 Turno eliminatorio - 1 giornata                                          | Esperia Viareggio | 1 – 4                                       | Pescina VG |  |
| \| \| \| \| \| Fiale 65’ \| Marcatori \| 2’, 10’ Lemme 47’ Laboragine 90+3’ Arcamone \| |                   |                                             |            |  |
|                                                                                         |                   |                                             |            |  |
| Fiale 65’                                                                               | Marcatori         | 2’, 10’ Lemme 47’ Laboragine 90+3’ Arcamone |            |  |

| 16 maggio 2007 Turno eliminatorio - 2 giornata                                         | Mezzocorona | 2 – 3                         | Esperia Viareggio |  |
| \| \| \| \| \| Simoni 14’ Berardo 52’ \| Marcatori \| 23’ Fiale 35’, 64’ Bonuccelli \| |             |                               |                   |  |
|                                                                                        |             |                               |                   |  |
| Simoni 14’ Berardo 52’                                                                 | Marcatori   | 23’ Fiale 35’, 64’ Bonuccelli |                   |  |